# ゼフィロサウルス
ゼフィロサウルス（Zephyrosaurus　「西風のトカゲ」の意味）はヒプシロフォドン科の鳥脚類恐竜の属の一つである。モンタナ州カーボン郡にあるクローバリー層の下部白亜系アプチアン-アルビアンの地層から発見された部分的な頭骨と断片的な頭骨以外の化石に基づいて命名されている。下記の新しい標本や、メリーランド州とヴァージニア州で発見された足跡もこの属のものとされることがある。

## 特徴
ゼフィロサウルスは現在のところあまりよく分かっていない。独自の特徴としては急傾斜の顔、上顎骨にある盛り上がったこぶ、頬骨(Jugal bone)の大きなこぶがある。頭部を構成するいくつかの骨は可動可能だった可能性がある（頭蓋キネシス）。他のヒプシロフォドン科と同様にくちばしには歯があった。

## 分類
いくつかの研究から両者とも頬に突起物(非公式な記載では何かアルトイズのようなものとして)を持つことを主な理由として、ゼフィロサウルスとオロドロメウスが近縁であることが示唆されている。他の研究では最初の標本が不十分すぎるために分類は困難だとしている。オリクトドロメウスはいくつかの特徴をゼフィロサウルス、オロドロメウスと共有しており、これは巣穴を掘ることに関連している可能性がある。ゆえに、白亜紀の中期から後期にかけてのモンタナには巣穴を掘るヒプシロフォドン科のクレードが存在した可能性がある。

## 発見と研究史
最初の標本はCharles R. Schaffにより北アメリカ西部で発見され、ハンス・ディーター・スーズが新属として命名した。ホロタイプであるMCZ4392は断片的な顎、脳函およびそれに関係する頭部の骨、いくつかの部分的な椎骨、肋骨の断片で構成されている。スーズはこの新属にヒプシロフォドン科に似た側面があることから、ヒプシロフォドン科の未知の系統であるとした。
ゼフィロサウルスはタイプ標本が非常に断片的であり、追加の標本も発見されていないため、近年に二つの別の出来事で認識が深まるまではあまり注目を集めて来なかった。最初の出来事は2003年にMartha Kutterがサム・ノーブル・オクラホマ自然史博物館での研究に基づき、この属の新たな標本についての抄録を発表したことで、この標本には体の全ての領域からのものが含まれる少なくとも7個体分の化石が含まれていた。
2つ目の出来事は、2004年にR. Stanfordらがメリーランド州およびヴァージニア州のパタクセント層から発見された恐竜の足跡を報告したことで、この足跡はHypsiloichnus marylandicus と命名され、手足の比率に基づいてゼフィロサウルスに近い動物のものとされている。

## 生態
ゼフィロサウルスは小型で俊敏な、二足歩行の草食動物であったようだオロドロメウスやオリクトドロメウスのように巣穴を掘っていた可能性がある

## 参照
1. 1 2  Sues, Hans-Dieter (1980). “Anatomy and relationships of a new hypsilophodontid dinosaur from the Lower Cretaceous of North America”. Palaeontographica Abteilung a Palaeozoologie-Stratigraphie 169 (1–3):  51–72.
2. ↑  Weishampel, David B.; Heinrich, Ronald E. (1992). “Systematics of Hypsilophodontidae and Basal Iguanodontia (Dinosauria: Ornithopoda)”. Historical Biology 6 (3):  159–184. doi:10.1080/10292389209380426 2007年3月10日閲覧。.
3. ↑  Buchholz, Peter W. (2002). “Phylogeny and biogeography of basal Ornithischia”. The Mesozoic in Wyoming, Tate 2002. Casper, Wyoming: The Geological Museum, Casper College. pp. 18–34
4. 1 2  Norman, David B.; Sues, Hans-Dieter; Witmer, Larry M.; Coria, Rodolfo A. (2004). “Basal Ornithopoda”. In Weishampel, David B.; Dodson, Peter; and Osmólska, Halszka (eds.). The Dinosauria (2nd ed.). Berkeley: University of California Press. pp. 393–412. ISBN 0-520-24209-2
5. 1 2  Varricchio, David J.; Martin, Anthony J.; Katsura, Yoshihiro (2007). “First trace and body fossil evidence of a burrowing, denning dinosaur”. Proceedings of the Royal Society B: Biological Sciences 274 (1616):  1361–1368. doi:10.1098/rspb.2006.0443. PMC 2176205. PMID 17374596 2007年3月22日閲覧。.
6. ↑  Kutter, M.M. (2003). “New material of Zephyrosaurus schaffi (Dinosauria:Ornithischia) from the Cloverly Formation (Aptian-Albian) of Montana”. Journal of Vertebrate Paleontology 23 (3, Suppl.):  69A.
7. ↑  Stanford, R.; Weems, R.; Lockley, M. (2004). “A new dinosaur ichnotaxon from the Lower Cretaceous Patuxent Formation of Maryland and Virginia”. Ichnos 11 (3–4):  251–259. doi:10.1080/10420940490428797.